# Liste der Kulturdenkmäler in Arzheim (Landau)
In der Liste der Kulturdenkmäler in Arzheim sind alle Kulturdenkmäler im Stadtteil Arzheim der rheinland-pfälzischen Stadt Landau in der Pfalz aufgeführt. Grundlage ist die Denkmalliste des Landes Rheinland-Pfalz (Stand: 6. November 2023).

## Denkmalzonen
| Bezeichnung                       | Lage                                                                      | Baujahr                 | Beschreibung | Bild            |
| --------------------------------- | ------------------------------------------------------------------------- | ----------------------- | --- | --------------- |
| Denkmalzone Arzheimer Hauptstraße | Arzheimer Hauptstraße 38–82 und 43–99, Engelsgasse 1, Jendersgasse 2 Lage | 18. und 19. Jahrhundert | ein- und zweigeschossige Wohnhäuser, oft mit Krüppelwalmdach, 18. und 19. Jahrhundert | Fotos hochladen |
| Denkmalzone Albersweilerer Kanal  | nordöstlich des Ortes Lage                                                | 1687/88                 | als Transportkanal zwischen den Steinbrüchen bei Albersweiler und der Festung Landau 1687/88 angelegt, im späten 18. Jahrhundert aufgegeben; teilweise erhaltenes Geländeprofil; Durchlass Nr. 78 für den Ranschbach, Buntsandsteinquader (⊙) | Fotos hochladen |

## Einzeldenkmäler
| Bezeichnung                                   | Lage                                              | Baujahr                            | Beschreibung | Bild                           |
| --------------------------------------------- | ------------------------------------------------- | ---------------------------------- | --- | ------------------------------ |
| Wegekreuz                                     | Arzheimer Hauptstraße, bei Nr. 2 Lage             | 1716                               | Wegekreuz, barock, auf Tischsockel, bezeichnet 1716 | Fotos hochladen                |
| Wohnhaus                                      | Arzheimer Hauptstraße 27 Lage                     | 17. Jahrhundert                    | barockes Fachwerkhaus, teilweise verkleidet, im Kern wohl aus dem 17. Jahrhundert | Fotos hochladen                |
| Hofanlage                                     | Arzheimer Hauptstraße 38 Lage                     | 1799                               | spätbarocker Hakenhof; Wohnhaus teilweise Fachwerk, bezeichnet 1799 | Fotos hochladen                |
| Reliefstein                                   | Arzheimer Hauptstraße, an Nr. 40 Lage             | 1792                               | Reliefstein, bezeichnet 1792 | weitere Bilder Fotos hochladen |
| Alte Schule                                   | Arzheimer Hauptstraße 42 Lage                     | 16. und 17. Jahrhundert            | ehemalige Amtskellerei des Amtes Madenburg, im Kern aus dem 16. und 17. Jahrhundert; eingeschossiges Hauptgebäude, bezeichnet 1752, Renaissancefenster aus dem späten 16. Jahrhundert, barocke Scheune | Fotos hochladen                |
| Wohnhaus                                      | Arzheimer Hauptstraße 55 Lage                     | um 1780                            | Wohnhaus, Toranlage, spätbarockes Wohnhaus, um 1780; Hoftorpfeiler bezeichnet 1777 | Fotos hochladen                |
| Gemeindehaus                                  | Arzheimer Hauptstraße 58 Lage                     | 1826                               | Gemeindehaus; klassizistischer Walmdachbau, bezeichnet 1826 | Fotos hochladen                |
| Wohnhaus                                      | Arzheimer Hauptstraße 61 Lage                     | 1709                               | stattlicher barocker Walmdachbau, bezeichnet 1709 | weitere Bilder Fotos hochladen |
| Wohnhaus                                      | Arzheimer Hauptstraße 65 Lage                     | 18. Jahrhundert                    | barockes Fachwerkhaus, teilweise massiv, im Kern eventuell aus dem 18. Jahrhundert, Torbogen bezeichnet 1724 (Bild)                                                                                    | Fotos hochladen                |
| Schulhaus                                     | Arzheimer Hauptstraße 84 Lage                     | 1821                               | Schule; klassizistischer Krüppelwalmdachbau, bezeichnet 1821 | Fotos hochladen                |
| Hofanlage                                     | Arzheimer Hauptstraße 97 Lage                     | erste Hälfte des 19. Jahrhunderts  | Hakenhof, erste Hälfte des 19. Jahrhunderts | Fotos hochladen                |
| Schwesternhaus                                | Arzheimer Hauptstraße 111 Lage                    | um 1910/15                         | ehemaliges Schwesternhaus; Walmdachbau, barockisierender Heimatstil, um 1910/15 | Fotos hochladen                |
| Hofanlage                                     | Engelsgasse 2 Lage                                | um 1800                            | Dreiseithof, um 1800; eingeschossiges Fachwerkhaus über Hochkeller | Fotos hochladen                |
| Wegekapelle                                   | Engelsgasse, bei Nr. 21 Lage                      | 19. Jahrhundert                    | Wegekapelle, Pyramidaldachbau, Vorhalle, 19. Jahrhundert; Pietà | Fotos hochladen                |
| Friedhofskreuz                                | Friedhofsweg, auf dem Friedhof Lage               | 1846                               | Friedhofskreuz, auf Tischsockel, bezeichnet 1846 | Fotos hochladen                |
| Bildstock                                     | Friedhofsweg, bei Nr. 2 Lage                      | 18. Jahrhundert                    | Immakulata, in barocken Formen, 18. Jahrhundert (?), Sockel bezeichnet 1844 | Fotos hochladen                |
| Hofanlage                                     | Rohrgasse 2 Lage                                  | zweite Hälfte des 18. Jahrhunderts | spätbarocke Hofanlage, zweite Hälfte des 18. Jahrhunderts; eingeschossiges Wohnhaus über Hochkeller, teilweise Fachwerk                                                                                | Fotos hochladen                |
| Wohnhaus                                      | Rummelsberg 3 Lage                                | 18. Jahrhundert                    | barockes Fachwerkhaus, teilweise massiv, 18. Jahrhundert | Fotos hochladen                |
| Katholische Pfarrkirche St. Georg             | St.-Georg-Straße 1 Lage                           | 1902–04                            | neuspätromanischer Sandsteinquaderbau, 1902–04, Architekt Wilhelm Schulte I., Neustadt an der Weinstraße, spätgotischer ehemaliger Chorturm                                                            | weitere Bilder Fotos hochladen |
| Katholisches Pfarrhaus                        | St.-Georg-Straße 2 Lage                           | zweite Hälfte des 18. Jahrhunderts | eingeschossiger spätbarocker abgewalmter Mansarddachbau, Nischenskulptur (St. Nepomuk), zweite Hälfte des 18. Jahrhunderts; Garten und Mauer                                                           | Fotos hochladen                |
| Torbogen                                      | St.-Georg-Straße, an Nr. 4 Lage                   | 18. Jahrhundert                    | barocker Torbogen mit Nebenpforte, 18. Jahrhundert | Fotos hochladen                |
| Wohnhaus                                      | St.-Georg-Straße 16 Lage                          | um 1700                            | barockes Fachwerkhaus, teilweise massiv, um 1700 | Fotos hochladen                |
| Kapelle zum Troste der Armen (Mater Dolorosa) | südwestlich des Ortes auf der Kleinen Kalmit Lage | 1851                               | Saalbau mit Vorhalle, bezeichnet 1851; Kreuzwegstationen | weitere Bilder Fotos hochladen |